# 2496 Fernandus
2496 Fernandus è un asteroide della fascia principale. Scoperto nel 1953, presenta un'orbita caratterizzata da un semiasse maggiore pari a 2,1705112 UA e da un'eccentricità di 0,0336225, inclinata di 0,91608° rispetto all'eclittica.